# Alain Durieux
Alain Durieux (Lussemburgo, 2 agosto 1985) è un arbitro di calcio lussemburghese.

## Carriera
Arbitro della massima serie lussemburghese, ha diretto in passato anche matche delle serie inferiori in Germania e Belgio. Il 21 marzo 2015 dirige il suo primo match in Europa, tra le rappresentative Under-17 di Germania e Slovacchia.